# 大广场 (蒙特雷)
25°40′07″N 100°18′35″W / 25.66861°N 100.30972°W

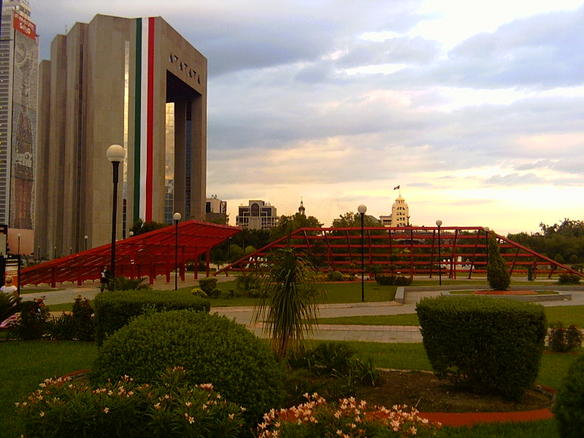
大广场

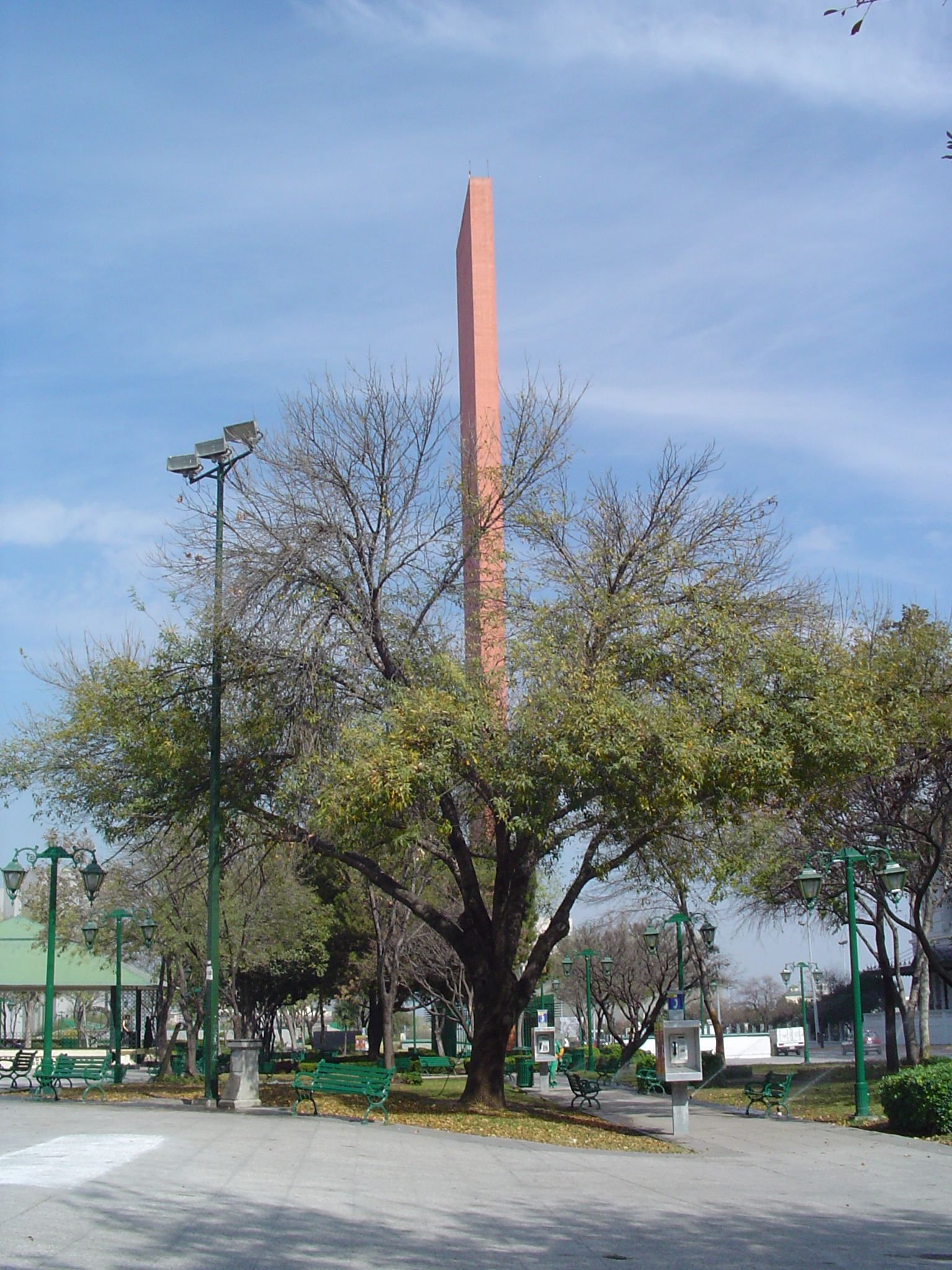
商业灯塔

大广场（Macroplaza或La Gran Plaza）是墨西哥城市蒙特雷市中心的一个广场。兴建于1980年代初，兴建时曾经拆除一些旧建筑，包括著名的电影院。
大广场是世界第二大广场，面积达400,000平方米。广场上的著名地标包括70米高的商业灯塔（Faro del Comercio）。 